# Maria-Rast-Kirche Steinbach

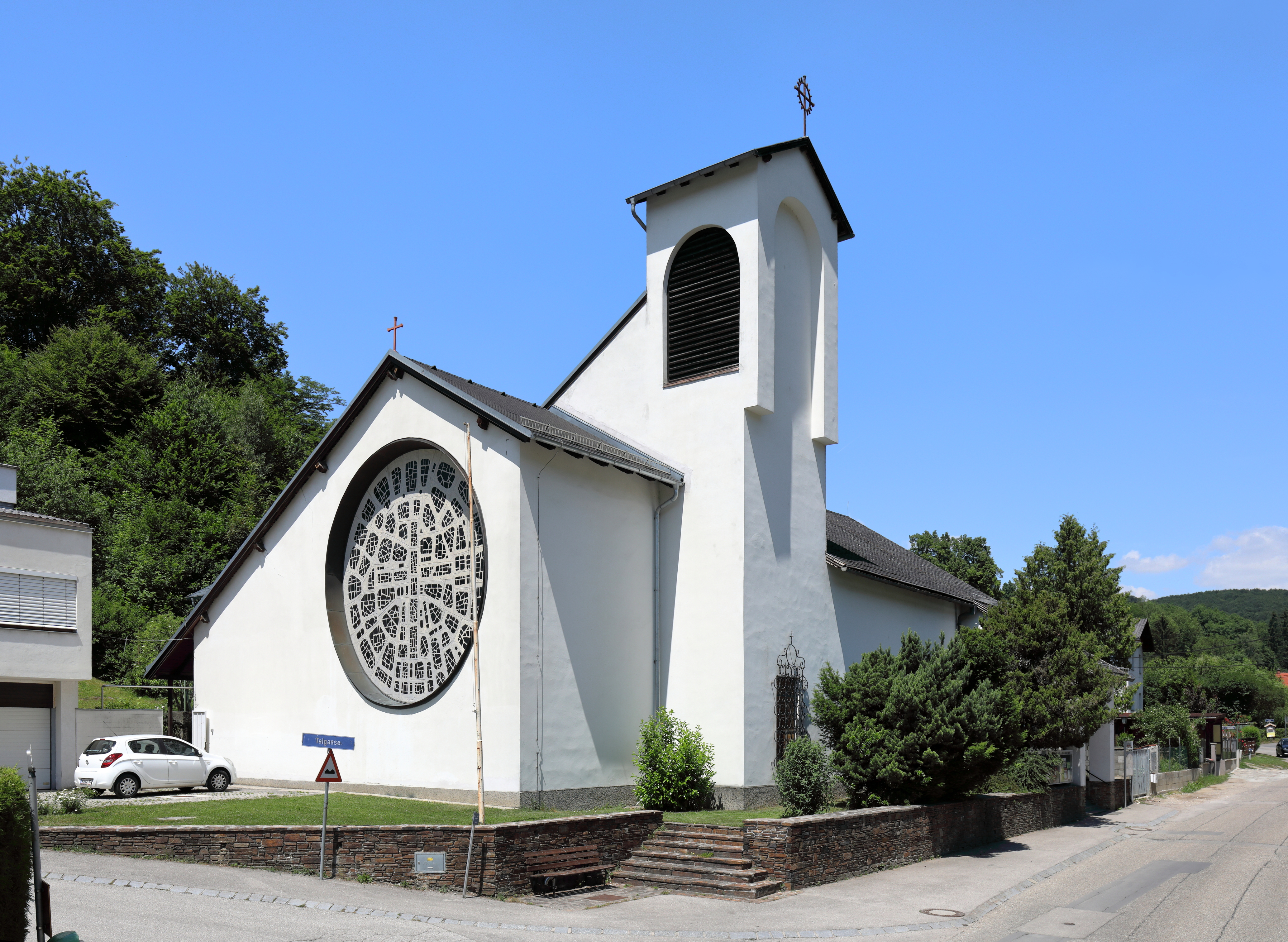
Katholische Pfarrkirche Maria Rast in Steinbach

Die römisch-katholische Pfarrkirche Steinbach mit dem Titel Maria Rast steht in der Ortschaft Steinbach in der Marktgemeinde Mauerbach im Bezirk St. Pölten-Land in Niederösterreich. Das Patronatsfest wird an Maria Königin gefeiert. Die Pfarrkirche gehört zum Dekanat Purkersdorf im Vikariat Unter dem Wienerwald der Erzdiözese Wien.

## Geschichte
Ursprünglich entstand auf Initiative von Prälat Josef Gorbach 1937 eine Holzkirche und Notkirche als Filiale der Pfarrkirche Mauerbach. Gorbach hielt die Sonntagsgottesdienste, musste aber 1939 unter Hitler-Deutschland nach Palästina flüchten. Nach ihm hielt Pfarrer Alfons Ludwig aus der Diözese Trient in Südtirol die Gottesdienste, dann Pfarrer Josef Neugebauer aus Mödling. Ab 1946 mit Dechant Karl Mühldorf entwickelte sich die Kirche zu einer Wallfahrtskirche.
Die heutige Kirche wurde nach den Plänen des Architekten Ladislaus Hruska in Betonbauweise erbaut und 1959 vom Erzbischof Franz König geweiht.